# Манчажский район
Манчажский район — административно-территориальная единица в составе Уральской и Свердловской областей РСФСР, существовавшая в 1923—1963 годах. Административный центр — село Манчаж.
Манчажский район был образован в 1923 году в составе Кунгурского округа Уральской области. В 1930 году в связи с ликвидацией округов перешёл в прямое подчинение Уральской области.
8 сентября 1936 года в Манчажском районе из Сажинского сельсовета был выделен Голенищевский с/с. В 1937 году Верх-Баякский с/с был перечислен в Красноуфимский район, а Куркинский с/с — в Артинский район.
В 1940 году Манчажский район включал Азигуловский, Арийский, Больше-Карзинский, Бугалышский, Голенищевский, Карягинский, Ключевской, Манчажский, Русско-Тавринский, Сажинский, Сарсинский, Симничинский, Сызганский, Усть-Манчажский и Ювинский с/с.
В апреле 1941 года из Манчажского района в Артинский был передан Большекарзинский с/с. 30 июля 1943 года образован рабочий посёлок Натальинск. В ноябре 1944 года Бугалышевский, Голенищевский, Сажинский, Сарсинский и Русско-Тавринский с/с были переданы в новый Сажинский район.
18 июня 1954 года Сызгинский с/с был присоединён к Ювинскому.
21 июня 1957 года из Манчажского района в Ачитский район был передан Верх-Арийский с/с.
6 октября 1961 года из Ачитского района в Манчажский был передан Арийский с/с.
1 февраля 1963 года Манчажский район был упразднён, а его территория (Арийский, Азигуловский, Каргинский, Манчажский, Симинчинский, Усть-Манчажский и Ювинский с/с) передана в состав Красноуфимского района.